# Tenes
Tenes je sintetični kemični element s simbolom Ts in atomskim številom 117. Je drugi najtežji znani element in predzadnji element sedme periode periodnega sistema.
Odkritje tenesa je rusko-ameriško sodelovanje uradno objavlilo aprila 2010 v Dubni, Rusija, zaradi česar je do sedaj na zadnje odkriti element. Eden izmed hčerinskih izotopov je bil neposredno ustvarjen leta 2011, kar je delno potrdilo rezultate eksperimenta. Eksperiment je bil uspešno ponovljen z isto skupino leta 2012 in maja 2014, ko jo je potrdila nemško-ameriška skupina. Decembra 2015 je Mednarodna zveza za čisto in uporabno kemijo (IUPAC) in Mednarodna zveza za čisto in uporabno fiziko, ki ocenjujeta trditve o odkritju novih elementov, element prepoznala in rusko-ameriški ekipi dodelila prioriteto. V juniju leta 2016 je IUPAC objavil izjavo, v kateri je zapisal, da so odkritelji predlagali ime tenes po Tennesseeju v ZDA, ime, ki je bilo uradno sprejeto novembra 2016.
Tenes se lahko nahaja na "otoku stabilnosti", konceptu, ki pojasnjuje, zakaj so nekateri supertežki elementi bolj stabilni v primerjavi s splošnim trendom zmanjševanja stabilnosti za elemente po bizmutu v periodnem sistemu. Sintetizirani atomi tenesa imajo razpolovno dobo nekaj deset do sto milisekund. V periodnem sistemu naj bi bil tenes član 17. skupine, člani katere so vsi halogeni. Nekatere njegove lastnosti se lahko zaradi relativističnih učinkov bistveno razlikujejo od lastnosti halogenov. Posledično naj bi bil tenes hlapna kovina, ki niti ne tvori anionov niti ne dosega visokih oksidacijskih stanj. Kljub temu naj bi nekaj ključnih lastnosti, kot je tališče in vrelišče ter prva ionizacijska energija, sledilo trendom halogenov v periodnem sistemu.

## Uvod
Najtežja jedra nastanejo v jedrskih reakcijah, ki združijo dve drugi jedri neenake velikosti v eno; v grobem velja, da bolj, kot sta jedri glede na maso neenaki, večja je možnost, da bosta reagirali. Iz materiala iz težjih jeder se naredi tarča, ki jo nato bombardira snop lažjih jeder. Dve jedri se lahko združita v eno samo, če se dovolj približata; normalno se jedra (vsa pozitivno nabita) med seboj odbijajo zaradi elektrostatičnega odbijanja. Močna interakcija lahko to odbojnost premaga, vendar le na zelo kratki razdalji od jedra; jedra žarka se tako močno pospeši, da postane taka odbojnost nepomembna v primerjavi s hitrostjo jedra v snopu. Samo približevanje ni dovolj, da se dve jedri zlijeta: ko se dve jedri približata, običajno ostaneta skupaj približno 10−20 sekunde in se nato ločita (ne nujno v isti sestavi kot pred reakcijo), namesto da tvorita eno jedro. Če pride do fuzije, je začasna združitev, imenovana sestavljeno jedro, vzbujeno stanje. Da bi izgubilo energijo vzbujenja in doseglo stabilnejše stanje, se sestavljeno jedro razcepi ali izvrže enega ali več nevtronov, ki odnesejo odvečno energijo.
Žarek prehaja skozi tarčo in doseže naslednjo komoro – separator; če novo jedro nastane, potuje skupaj s tem žarkom. V separatorju se novo nastalo jedro loči od drugih nuklidov (prvotnega žarka in vseh drugih reakcijskih produktov) in prenese v pregradno-površinski detektor, ki jedro ustavi. Tam je zaznana natančna lokacija prihajajočega udarca na detektor; prav tako tudi njegova energija in čas prihoda. Prenos traja približno 10−6 sekunde; da jo lahko zazna, jedro med tem ne sme razpasti. Jedro se ponovno zabeleži, ko se zabeleži njegovo razpadanje in izmeri lokacija, energija in čas razpada.
Stabilnost jedra zagotavlja močna interakcija, vendar je njegov obseg zelo kratek; ko jedra povečamo, vpliv močne interakcije na najbolj oddaljene nukleone (protone in nevtrone) oslabi. Prav tako jedro raztrga elektrostatično odbijanje med protoni, saj ima neomejen domet. Za jedra najtežjih elementov je tako teoretično napovedan in doslej opazovan predvsem propad z razpadnimi načini, ki jih povzroča takšna odbijanje: alfa razpad in spontana cepitev; ti načini prevladujejo za jedra supertežkih elementov. Alfa razpadi so zaznani z oddajanjem alfa delcev, produkte razpada pa je enostavno določiti pred dejanskim razpadom; če takšno razpadanje ali niz zaporednih razpadov ustvari znano jedro, lahko prvotni produkt reakcije aritmetično določimo. Spontana cepitev proizvaja različna jedra kot produkte, zato prvotnega nuklida ni mogoče določiti od njegovih produktov.
Informacije, ki so na voljo fizikom, katerih namen je sintetizirati enega najtežjih elementov, so torej informacije, zbrane na detektorjih: lokacija, energija in čas prihoda delca na detektor ter podatki o njegovem razpadu. Fiziki analizirajo te podatke in skušajo ugotoviti ali jih je dejansko povzročil nov element in ali jih ni mogel povzročiti drugačen nuklid od tistega, katerega so iskali. Pridobljeni podatki pogosto ne zadoščajo za sklep, da je bil nov element vsekakor ustvarjen in če za opažene učinke ni druge razlage, so bile narejene napake pri interpretaciji podatkov.

## Zgodovina

### Pred odkritjem
Decembra leta 2004 je skupina Združenega inštituta za jedrske raziskave (JINR) v Dubni v Moskovski oblasti v Rusiji predlagala skupni eksperiment z Narodnim laboratorijem Oak Ridge (ORNL) v Oak Ridge-u v zvezni državi Tennessee v ZDA za sintezo elementa 117 – tako imenovan zaradi 117 protonov v njegovem jedru. Njihov predlog je vključeval fuzijo tarče iz berkelija (element 97) in kalcija (element 20) z bombardiranjem tarče berkelija s kalcijevimi jedri:  s tem bi bil zaključen niz poskusov, opravljenih na JINR z fuzijo aktinidnih tarč z žarkom kalcija-48, ki je doslej ustvaril nove elemente 113 – 116 in 118. ORNL, takrat edini proizvajalec berkelija na svetu, tega elementa ni mogel zagotoviti, saj so začasno prenehali s proizvodnjo, ponovno uvedba pa bi bila predraga. Načrti za sintezo elementa 117 so bili zavrnjeni zaradi potrditve elementa 118, ki je bil proizveden na začetku leta 2002 z bombardiranjem kalifornijeve tarče s kalcijem. Zahtevani berkelij 249 je stranski proizvod v proizvodnji kalifornija 252 in pridobivanje zahtevane količine berkelija je bila še težja naloga kot pridobivanje kalifornija, pa tudi draga: stala naj bi približno 3,5 milijonov dolarjev, zato so se strani dogovorile, da bodo počakali na komercialno naročilo proizvodnje kalifornija, iz katerega bi lahko pridobili berkelij.
Skupina JINR je želela uporabiti berkelij, saj ima kalcij-48, izotop kalcija, ki se običajno uporablja v žarkih, 20 protonov in 28 nevtronov in ima tako razmerje med nevtroni in protoni 1,4; to je najlažje stabilno ali skoraj stabilno jedro s tako velikim presežkom nevtronov. Drugo najlažje takšno jedro, paladij-110 (46 protonov, 64 nevtronov, razmerje med nevtroni in protoni 1,391), je veliko težje. Zahvaljujoč presežku nevtronov naj bi bila nastala jedra težja in bližje iskanemu otoku stabilnosti. Od 117 protonov jih ima kalcij 20, zato so morali uporabiti berkelij, ki ima v svojem jedru 97 protonov.
Februarja Leta 2005 je vodja ekipe JINR - Yuri Oganessian - imel govor na ORNL. Prisotni so bili tudi predstavniki Narodnega laboratorija Lawrence Livermore, ki so že prej sodelovali z JINR pri odkritju elementov 113–116 in 118, in Joseph Hamilton z univerze Vanderbilt, Oganessianov sodelavec.
Hamilton je preveril, ali je reaktor z visokim pretokom ORNL proizvedel kalifornij za komercialno naročilo, saj je kot stranski proizvod je mogoče dobiti potrebni berkelij. Izvedel je, da ni in v bližnji prihodnosti ni pričakoval takšnega naročila. Hamilton je nenehno spremljal situacijo in vsake toliko časa preverjal. (Kasneje je Oganessian zaradi tega dela Hamiltona označil za "očeta 117".)
ORNL je ponovno začel s produkcijo kalifornija spomladi 2008. Hamilton je poleti to opazil in se zmenil za ekstrakcijo berkelija (cena je bila okoli 600.000$). Med simpozijem septembra 2008 na Univerzi Vanderbilt v Nashvillu, Tennessee, ko so praznovali njegovo petdeseto leto na fakulteti za fiziko, je Jamesu Robertu (takratnemu direktorju za znanost in tehnologijo pri ORNL) predstavil Oganessiana. Ustanovila sta sodelovanje med JINR, ORNL in Vanderbilt, skupina iz Narodnega laboratorija Lawrence Livermore (LLNL) v Livermoru, Kaliforniji, ZDA pa je bila kmalu povabljena.
Novembra 2008 je ameriško ministrstvo za energijo, ki je imelo nadzor nad reaktorjem v Oak Ridge-u, dovolilo znanstveno uporabo pridobljenega berkelija. Proizvodnja je trajala 250 dni in se končala konec decembra 2008, ko je bilo pridobljenih 22 miligramov berkelija, dovolj za izvedbo poskusa. Januarja 2009 je bil berkelij odstranjen iz izotopskega reaktorja z visokim pretokom ORNL; pozneje so ga 90 dni hladili in nato predelali v ORHL-ovem centru za radiokemijsko inženirstvo in razvoj, da so ločili in očistili berkelij, kar je trajalo še 90 dni. Njegov razpolovni čas je le 330 dni: po tem času bi polovica proizvedenega berkelija propadla. Zaradi tega je bilo potrebno tarčo berkelija hitro prepeljati v Rusijo – da bi bil poskus izvedljiv, ga je bilo treba končati v šestih mesecih po prenosu iz ZDA. Tarča je bila v petih svinčenih zabojnikih, ko so jo prepeljali iz New Yorka v Moskvo.
Ruski cariniki so dvakrat zavrnili vstop tarče v državo zaradi manjkajočih ali nepopolnih papirjev. V nekaj dneh je tarča petkrat potovala čez Atlantski ocean. Ob prihodu v Rusijo junija 2009 je bil berkelij takoj prenesen na Raziskovalni inštitut za atomske reaktorje (RIAR) v Dimitrovgradu v Uljanovski oblasti, kjer je bil kot 300-nanometrska tanka plast nanesen na titanov film. Julija 2009 je bil prepeljan v Dubno, kjer je bil nameščen v pospeševalnik delcev na JINR. Žarek kalcija-48 je nastal s kemičnim pridobivanjem majhnih količin kalcija-48, ki so prisotne v naravnem kalciju, in je bil tako 500-krat obogaten. To delo je bilo opravljeno v zaprtem mestu Lesnoy, Sverdlovska oblast, Rusija.
Poskus se je začel konec julija 2009. Januarja 2010 so znanstveniki iz Laboratorija za jedrske reakcije Flerov interno sporočili, da so zaznali razpad novega elementa z atomskim številom 117 prek dveh razpadajočih verig: eden izmed liho-liho izotopov, ki je podvržen šestim alfa razpadom pred spontano cepitvijo in eden od liho-sodo izotopov, ki je pred  fisijo trikrat razpadel z alfa razpadom. Pridobljeni podatki iz poskusa so bili poslani v LLNL za nadaljnjo analizo. 9. Aprila 2010 je uradno poročilo izšlo v reviji Physical Review Letters, v katerem so identificirali izotope kot 294117 in 293117, za katere je bilo dokazano, da imajo razpolovne dobe nekaj več deset ali sto milisekund. Delo so do neke mere podpisale vse strani, vključene v poskus: JINR, ORNL, LLNL, RIAR, Vanderbilt, Univerza v Tennesseeju (Knoxville, Tennessee, ZDA) in Univerza v Nevadi (Las Vegas, Nevada, ZDA), ki je zagotovila podporo pri analizi podatkov. Izotopi so nastali na naslednji način:
249Bk + 48Ca → 297117* → 294117 + 3 1Nt (enkrat)
249Bk + 48Ca → 297117* → 293117 + 4 1Nt (petkrat)
Vsi hčerinski izotopi (produkti razpada) elementa 117 so bili do takrat neznani, zato njihovih lastnosti ni bilo mogoče uporabiti za potrditev trditve o odkritju. Leta 2011, ko je bil eden od produktov razpada (289Mc) sintetiziran neposredno, so se njegove lastnosti ujemale z lastnostmi, izmerjenimi v zahtevani posredni sintezi zaradi razpada elementa 117. Odkritelji niso vložili zahtevka za priznanje njihovih ugotovitev v obdobju 2007–2011, ko je Skupna delovna skupina (JWP) pregledovala trditve o odkritjih novih elementov. 
Ekipa Dubne je poskus ponovila leta 2012 in ustvarila sedem atomov elementa 117 in potrdila njihovo prejšnjo sintezo elementa 118 (proizvedena po določenem času, ko je velika količina berkelija-249 v tarči beta razpadla v kalifornij-249). Rezultati poskusa so se ujemali s prejšnjim izidom; znanstveniki so nato vložili vlogo za registracijo elementa. Maja 2014 je nemško-ameriško sodelovanje znanstvenikov iz ORNL in GSI v Darmstadtu v Hessenu v Nemčiji trdilo, da je potrdilo odkritje elementa. Skupina je ponovila eksperiment v Dubni z uporabo Darmstadtovega pospeševalnika in ustvarila dva atoma elementa 117. 
V decembru 2015 je JWP uradno priznal odkritje 293117 zaradi potrditve lastnosti njegovega produkta 289Mc, in s tem so navedeni odkritelji – JINR, LLNL in ORNL – dobili pravico predlagati uradno ime elementa. (Vanderbilt je bil s prvotnega seznama odkriteljev izključen zaradi napake, ki je bila kasneje odpravljena.)
Maja 2016 sta Univerza Lund (Lund, Skanija, Švedska) in GSI začeli dvomiti v sintezo elementov 115 in 117. Verige razpada, določene za 289Mc, izotop, ki je ključen za potrditev sintez elementov 115 in 117, so na podlagi nove statistične metode ugotovili, da se preveč razlikujejo, in da je velika verjetnost, da ne pripadata istemu nuklidu. Ugotovljeno je bilo, da razpadna veriga 293Ts, ki jo je JWP odobril, zahteva razdelitev na posamezne nabore podatkov, dodeljene različnim izotopom tenesa. Ugotovljeno je bilo tudi, da domnevna povezava med razpadnima verigama 293Ts in 289Mc verjetno ne obstaja. (Po drugi strani pa je bilo ugotovljeno, da so verige neodobrenega izotopa 294Ts skladne) Množica stanj, ki jih najdemo, če nuklidi, ki niso sodi-sodi in razpadejo z razpadom alfa, ni nepričakovana in prispeva k nejasnosti navzkrižnih reakcij. Ta študija je kritizirala poročilo JWP, ker spregleda podrobnosti, povezane s tem vprašanjem, in menila, da je "problematično", da je edini argument za sprejemanje odkritij elementov 115 in 117 bila povezava, za katero so menili, da je dvomljiva.
8. junija 2017 sta dva člana skupine Dubna objavila članek v reviji, v katerem sta na te kritike odgovorila in analizirala svoje podatke o nuklidih 293117 in 289Mc s široko sprejetimi statističnimi metodami in ugotovila, da so študije iz leta 2016, ki kažejo na neskladnost, prinesle problematične rezultate pri radioaktivnem razpadu: iz 90-odstotnega intervala verjetnosti so izključili tako povprečni kot skrajni čas razpada ter razpadne verige, ki so bile bolj verjetne, kot tiste, ki so bile vključene. Ponovna analiza leta 2017 je pokazala, da so opažene razpadne verige 293Ts in 289Mc skladne s predvidevanji, da je v vsakem koraku verige prisoten le en nuklid, čeprav bi bilo zaželeno, da bi lahko neposredno izmerili masno število izvornega jedra vsake verige, pa tudi funkcijo vzbujenja reakcije 243Am + 48Ca.

### Poimenovanje
Z uporabo Mendelejeve nomenklature za neimenovane in neodkrite elemente bi moral biti element 117 poimenovan eka-astat. Z uporabo priporočil Mednarodne zveze za čisto in uporabno kemijo (IUPAC) iz leta 1979 je bil element začasno imenovan ununseptij (simbol Uus), dokler ni bilo potrjeno njegovo odkritje in izbrano trajno ime; začasno ime je nastalo iz latinskih besed "ena", "ena" in "sedem", kar se navezuje na atomsko število elementa 117. Mnogi znanstveniki na tem področju so ga poimenovali "element 117 ", s simbolom E117, (117) ali 117.  V skladu s smernicami IUPAC, veljavnimi v trenutku odobritve odkritja, bi se morala trajna imena novih elementov končati z "-ij" (v angleščini "-ium"); to je veljalo tudi za element 117, čeprav je bil element halogen, ki imajo tradicionalno imena brez končnice (oz. v angleščini končnico "-ine"), vendar nova priporočila, objavljena leta 2016, priporočajo uporabo končnice "-ine" za vse nove skupine 17 elementov.
Po prvotni sintezi leta 2010 sta Dawn Shaughnessy iz LLNL in Oganessian izjavila, da je poimenovanje občutljivo vprašanje in sta se mu, kolikor je bilo mogoče, izognila, vendar je Hamilton istega leta izjavil: "Bil sem ključnega pomena pri zbiranju skupine in pri doseganju tarče 249Bk. Kot rezultat tega bom element poimenoval. Ne morem vam povedati imena, vendar bo to prineslo prepoznavnost regije." (Hamilton poučuje na univerzi Vanderbilt v Nashvillu v zvezni državi Tennessee, ZDA) V intervjuju leta 2015 je Oganessian po pripovedovanju zgodbe o eksperimentu dejal: "In Američani so to poimenovali tour de force, dokazali so, da lahko to storijo brez merskih napak. No, kmalu bodo imenovali 117. element."
Marca 2016 se je ekipa za odkritje dogovorila za konferenco, v kateri so sodelovali predstavniki vpletenih skupin o imenu "tenes" za element 117. Junija 2016 je IUPAC objavil izjavo, v kateri je navedel, da so odkritelji IUPAC-u predložili svoje predloge za poimenovanje novih elementov 115, 117 in 118; predlog za element 117 je bil tenes, s simbolom Ts, po "regiji Tennessee". Predlagana imena je priporočil IUPAC-ov oddelek za anorgansko kemijo; uradno sprejetje naj bi se zgodilo po petmesečnem obdobju po izteku objave izjave. Novembra 2016 so bila imena, vključno s tenesom, uradno sprejeta. Zaskrbljenost, da se lahko predlagani simbol Ts ujema z zapisom tosilne skupine, ki se uporablja v organski kemiji, je bila zavrnjena, saj so že obstajali simboli s takšnim dvojnim pomenom: Ac (aktinij in acetil) in Pr (prazeodim in propil). Ceremonija poimenovanja moskovija, tenesa in oganesona je bila marca 2017 v Ruski akademiji znanosti v Moskvi; ločena slovesnost samo za tenes je bila na ORNL januarja 2017.

## Predvidene lastnosti
Z izjemo jedrskih lastnosti niso bile izmerjene nobene lastnosti tenesa ali njegovih spojin; to je posledica izjemno omejene in drage proizvodnje ter dejstva, da zelo hitro razpade. Lastnosti tenesa tako ostajajo neznane in na voljo so le napovedi.

### Jedrska stabilnost in izotopi
Stabilnost jeder se hitro zmanjša s povečanjem atomskega števila po kiriju (atomsko število 96), katerega razpolovni čas je štirikrat daljši od razpolovnega časa katerega koli naslednjega elementa. Vsi izotopi z atomskim številom nad 101 razpadejo z razpolovnimi časi manj kot 30 ur. Noben element z atomskim številom nad 82 (po svincu) nima stabilnih izotopov. To je zaradi vedno večjega Coulomovega odbijanja protonov, tako da močna jedrska sila ne more dolgo držati jedra skupaj pred spontano cepitvijo. Izračuni kažejo, da v odsotnosti drugih stabilizirajočih dejavnikov ne bi smeli obstajati elementi z več kot 104 protoni, vendar so raziskovalci v šestdesetih letih predlagali, da bi se zaprte jedrske lupine z okoli 114 protoni in 184 nevtroni morale izogniti tej nestabilnosti in ustvariti "otok stabilnosti", kjer bi lahko imeli nuklidi razpolovno dobo do tisoč ali milijone let. Čeprav znanstveniki še vedno niso prišli do otoka, že sam obstoj supertežkih elementov (vključno s tenesom) potrjuje, da je ta stabilizacijski učinek resničen, in na splošno postanejo znani nadtežki nuklidi eksponentno stabilni dlje časa, ko se približajo predvideni lokaciji otoka. Tenes je drugi najtežji element do sedaj ustvarjen in vsi njegovi znani izotopi imajo razpolovne dobe manj kot eno sekundo. Kljub temu je to daljše od vrednosti, predvidenih pred odkritjem: predvidene življenjske dobe 293Ts in 294Ts, uporabljene v dokumentu o odkritju, so bile 10 ms in 45 ms, medtem ko so bile opažene življenjske dobe 21 ms in 112 ms. Skupina iz Dubne meni, da je sinteza elementa neposredni eksperimentalni dokaz obstoja otoka stabilnosti.

Izračunano je bilo, da bi imel razpolovni čas izotopa 295Ts približno 18 milisekund in ga bo morda mogoče proizvesti z isto reakcijo med berkelijem in kalcijem, ki se je uporabila pri odkritju znanih izotopov, 293Ts in 294Ts. Ocenjuje se, da je možnost, da ta reakcija proizvede 295Ts, največ ena sedmina možnosti da proizvede 294Ts. Izračuni z uporabo modela kvantnega tuneliranja napovedujejo obstoj več izotopov tenesa do 303Ts. Najbolj stabilen med njimi naj bi bil 296Ts z razpolovno dobo alfa razpada 40 milisekund. Študija modela kapljic tekočine na izotopih elementa kaže podobne rezultate; predlaga splošen trend povečevanja stabilnosti izotopov, težjih od 301Ts, z delnimi razpolovnimi časi, ki presegajo starost vesolja za najtežje izotope, kot je 335Ts, kadar beta razpad ni upoštevan. V reakciji 243Am + 50Ti lahko nastanejo lažji izotopi tenesa, ki jih je skupina iz Dubne leta 2008 obravnavala kot načrt ukrepov ob nepredvidljivih dogodkih, če se izkaže, da 249Bk ni na voljo in je bila obravnavana ponovno za študijo v letih 2017 in 2018 za preučevanje lastnosti jedrskih reakcij s snopom titana-50, ki postane nujen za sintezo elementov po oganesonu.

### Atomske in fizične
Tenes naj bi bil član 17. skupine v periodnem sistemu, pod petimi halogeni; fluorom, klorom, bromom, jodom in astatom, od katerih ima vsak po sedem valenčnih elektronov s konfiguracijo ns2np5. Za tenes, ki je v sedmi periodi (vrstici) periodnega sistema, bi nadaljevanje trenda napovedalo valenčno elektronsko konfiguracijo 7s27p5, zato bi se pričakovalo, da se v mnogih pogledih vede podobno kot halogeni. Ko gremo dol po skupini, se kovinskost elementov poveča; na primer, jod že kaže kovinski lesk v trdnem stanju, astat pa je pogosto razvrščen kot metaloid, saj so njegove lastnosti precej daleč od lastnosti prejšnjih štirih halogenov. Kot takšna bi ekstrapolacija, ki temelji na trendih v periodnem sistemu, napovedovala, da bo tenes precej hlapna šibka kovina. 
Izračuni so potrdili natančnost te preproste ekstrapolacije, čeprav je eksperimentalno preverjanje tega trenutno nemogoče, saj so razpolovni časi znanih izotopov tenesa prekratki. Najbrž se bodo pojavile bistvene razlike med tenesom in prejšnjimi halogeni, predvsem zaradi interakcije spinom in tirom – medsebojne interakcije med gibanjem in spinom elektronov. Interakcija je še posebej močna pri supertežkih elementih, saj se njihovi elektroni gibljejo hitreje (s hitrostmi, primerljivimi s svetlobno hitrostjo) kot pri lažjih atomih. Pri atomih tenesa to zniža energijske ravni 7s in 7p elektronov, s čimer stabilizira elektrone, čeprav sta dve od 7p ravni elektronov energije bolj stabilizirani kot preostale štiri. Stabilizaciji 7s elektronov pravimo učinek inertnega para; učinek, ki ločuje podlupino 7p na bolj stabilizirane in manj stabilizirane dele, se imenuje delitev podlupine. Računski kemiki delitev razumejo kot spremembo drugega (azimutnega) kvantnega števila l iz 1 na 1/2 in 3/2 za bolj stabilizirane in manj stabilizirane dele podlupine 7p. Za številne teoretične namene je lahko valenčna elektronska konfiguracija prikazana tako, da odraža delitev podpuline 7p kot 7s2
7p2
1/27p3
3/2.
Obstajajo tudi razlike v drugih nivojih elektronov. Na primer, 6d ravni elektronov (prav tako razdeljeni na dva dela, pri čemer so štirje 6d3/2 in šest 6d5/2) sta dvignjeni, zato sta po energiji blizu sedmim, čeprav 6d-elektronska kemija ni predvidena za tenes. Razlika med nivojema 7p1/2 in 7p3/2 je neobičajno velika; 9.8 eV. Astatova delitev 6p podlupine je le 3,8 eV in njegova kemija 6p1/2 je že sprejeta kot "omejena". Ti učinki povzročajo, da se kemija tenesa razlikuje od tiste pri zgornjih sosedih (glej dol).
Prva ionizacijska energija tenesa (energija, potrebna za odstranitev elektrona iz nevtralnega atoma) naj bi bila 7,7 eV, nižja od vrednosti halogenov, kar spet sledi trendu.  Tako kot njegovi sosedje v periodnem sistemu, naj bi imel tudi tenes najnižjo elektronsko afiniteto (energijo, ki se sprosti, ko atomu dodamo elektron) v svoji skupini; 2,6 ali 1,8 eV.  Elektron hipotetičnega vodiku podobnega atoma tenesa (oksidiran, tako da ima le en elektron, Ts116+) naj bi se premikal tako hitro, da bi bila njegova masa 1,90-krat večja od gibljivega elektrona, kar je mogoče pripisati relativističnim učinkom. Za primerjavo, vrednost vodikovega astata je 1,27, vrednost vodikovega joda pa 1,08. Preproste ekstrapolacije relativnostnih zakonov kažejo na krčenje atomskega polmera. Napredni izračuni kažejo, da bi bil atomski polmer tenesa, ki tvori eno kovalentno vez, 165 pm, medtem ko bi bil astatov 147 pm. Z odstranjenimi sedmimi najbolj oddaljenimi elektroni je tenes končno manjši; 57 pm za tenes in 61 pm za astat.
Tališče in vrelišče tenesa nista znana; prejšnji članki so napovedovali približno 350–500 °C in 550 °C,  oziroma 350–550 °C in 610 °C. Te vrednosti presegajo vrednosti astata in lažjih halogenov po trendih v periodnem sistemu. Kasnejši članek napoveduje, da bo vrelišče tenesa 345 °C (vrelišče astata je ocenjeno na 309 °C, 337 °C, ali 370 °C, čeprav so eksperimentalne vrednosti 230 °C in 411 °C). Gostota tenesa naj bi bila med 7,1 in 7,3 g/cm3, kar nadaljuje trend naraščanja gostote med halogeni; ocenjeno je, da je vrednost astata med 6,2 in 6,5 g/cm3. 

### Kemične
Znana izotopa tenesa, 293Ts in 294Ts, sta preveč nestabilna, da bi trenutno omogočala kemično eksperimentiranje. Kljub temu so izračunane številne kemijske lastnosti tenesa. Za razliko od lažjih elementov 17. skupine, tenes morda ne bo imel kemičnih lastnosti, ki so značilne za halogene. Na primer, fluor, klor, brom in jod rutinsko sprejemajo elektron, da dosežejo stabilnejšo elektronsko konfiguracijo žlahtnega plina in v valenčnih lupinah namesto sedmih dobijo osem elektronov (oktet). Ta sposobnost oslabi, ko se atomska teža povečuje navzdol po skupini; tenes bi bil najmanj pripravljen sprejeti elektron izmed vseh elementov 17. skupine. Pričakuje se, da bo med oksidacijskimi stanji −1 najmanj pogosto. Standardni redukcijski potencial para Ts/Ts− je predviden da bo −0,25 V; ta vrednost je za razliko od vseh lažjih halogenov negativna. 
Obstaja še ena možnost, da tenes dopolni svoj oktet – s tvorjenjem kovalentne vezi. Tako kot pri halogenih se pričakuje, da se ob srečanju dveh atomov tenesa tvori vez Ts–Ts, tako da tvorita dvoatomno molekulo. Takšne molekule so običajno vezane preko enojnih sigma vezi med atomi; te se razlikujejo od vezi pi, ki so razdeljene na dva dela, ki sta vsaka zamaknjeni v smeri, pravokotni na črto med atomoma, in nasproti druga drugi, namesto da se nahajata neposredno med atomi, ki ju vežeta. Za vezavo sigma vezi je bilo izračunano, da v molekuli At2 kaže velik protivezujoč značaj in ni tako energijsko ugodna. Tenes naj bi nadaljeval trend; v molekuli Ts2 je najbrž močna pi vez. Molekula tenesklorid (TsCl) naj bi šla še dlje in bila vezana z eno samo pi vezjo.
Poleg nestabilnega −1 stanja so predvidena še tri oksidacijska stanja; +5, +3 in +1. Stanje +1 bi moralo biti še posebej stabilno zaradi destabilizacije treh najbolj oddaljenih elektronov 7p3/2, ki tvorijo stabilno, napol napolnjeno konfiguracijo podlupine;  astat tudi kaže podobne učinke. Stanje +3 bi moralo biti pomembno, spet zaradi destabiliziranih 7p3/2 elektronov. Stanje +5 naj bi bilo občasno, saj so elektroni 7p1/2 nasprotno stabilizirani. Stanje +7 ni predvideno (niti računsko) da bi bilo možno. Ker so elektroni 7s močno stabilizirani, se domneva, da ima tenes dejansko le pet valenčnih elektronov.
Najenostavnejša spojina tenesa bi bila monohidrid, TsH. Vez naj bi zagotavljala 7p3/2 elektron tenesa in 1s elektron vodika. Neobičajna vezava spinorja 7p1/2 je zaradi dejstva, da se za tenes domneva, da ne tvori zgolj sigma ali pi vezi, zato je destabilizirani (in tako tudi razširjeni) spin 7p3/2 odgovoren za vezanje. Ta učinek podaljša molekulo TsH za 17 pikometrov v primerjavi s skupno dolžino 195 pm. Ker so p elektronske vezi tenesa dvotretjinske sigme, je vez le dve tretjini tako močna, kot bi bila, če tenes ne bi vseboval interakcij med spinom in orbitalo. Molekula tako sledi trendu halogenskih hidridov, kar kaže na povečanje dolžine vezi in zmanjšanje disociacijske energije v primerjavi z AtH. Molekuli TlTs in NhTs lahko gledamo analogno, pri čemer upoštevamo nasprotni učinek, ki ga kaže dejstvo, da so p1/2 elektroni elementa stabilizirani. Ti dve značilnosti povzročata razmeroma majhen dipolni moment (produkt razlike med električnimi naboji atomov in dislokacijo atomov) za TlT; samo 1,67 D, pozitivno vrednost, kar pomeni, da je negativni naboj na atomu tenesa. Za NhTs naj bi moč interakcij povzročila prenos elektrona iz atoma tenesa v atom nihonija, pri čemer je vrednost dipolnega momenta −1,80 D. Interakcija med spinom in tirom poveča disociacijsko energijo molekule TsF, saj zniža elektronegativnost tenesa, zaradi česar ima vez z izredno elektronegativnim atomom fluora bolj ionski značaj. Tenesov monofluorid bi moral imeti najmočnejšo vez med vsemi monofluoridi 17. skupine.
Teorija VSEPR napoveduje molekulsko geometrijo v obliki upognjene črke T za trifluoride 17. skupine. Vsi znani halogenski trifluoridi imajo to molekularno geometrijo in imajo strukturo AX3E2 – osrednji atom, označen z A, obdan s tremi ligandi (X) in dvema neveznima elektronskima paroma, E. Če se relativistični učinki ne upoštevajo, bi moral TsF3 slediti svojim lažjim sorodnikom, ki imajo molekulsko geometrijo v obliki upognjene črke T. Bolj sufisticirane napovedi kažejo, da ta molekularna geometrija ne bi bila energetsko naklonjena TsF3-ju, namesto tega napovedujejo trikotno planarno molekularno geometrijo (AX3E0). To nakazuje, da teorija VSEPR morda ni dosledna za pretežke elemente. Predvideva se, da bo molekula TsF3 znatno stabilizirana z interakcijami med spinom in tirom; možna utemeljitev je lahko velika razlika v elektronegativnosti med tenesom in fluorom, ki daje vezi delno ionski značaj.